# Mega Andrea
Il Mega Andrea è un traghetto di proprietà della compagnia di navigazione Corsica Ferries - Sardinia Ferries.

## Caratteristiche
Il traghetto è spinto da quattro motori Wärtsilä-Pielstick 12PC-6V eroganti la potenza di 6550 kW ciascuno, per un totale di 26200 kW. La nave può raggiungere la velocità di 22 nodi e può trasportare fino a 2000 passeggeri e circa 550 veicoli; al suo interno dispone di 550 cabine. È inoltre dotata di prua apribile.
I servizi disponibili a bordo comprendono un bar, un ristorante à la carte, un ristorante self-service, una boutique, un cinema, una discoteca, una sala videogames, una sala giochi per bambini, una piscina ed un solarium.
Da fine 2015 sono stati modificati gli interni: nuova moquette, nuovo bar, ristorante self-service ricostruito, rinnovo arredamento e modernizzazione di vari spazi. Vengono inoltre rimosse le cabine dal ponte 2 che diventerà spazio per i garage.

## Servizio
Il 13 aprile 1983 la compagnia di navigazione finlandese Finska Ångfartygs Aktiebolag firmò un accordo con il cantiere navale Wärtsilä di Helsinki per la costruzione di due navi gemelle. Durante la costruzione dei traghetti una delle due navi passò alla Silja Line, mentre la Wellamo rimase alla FAA: varato il 1 marzo 1985, il traghetto entrò in servizio l'anno seguente. Nel 1992 la nave passò alla Silja Line, cambiò nome in Silja Festival e fu oggetto di lavori di ristrutturazione, durante i quali fu aggiunto un bar panoramico con vista su entrambi i lati del traghetto.

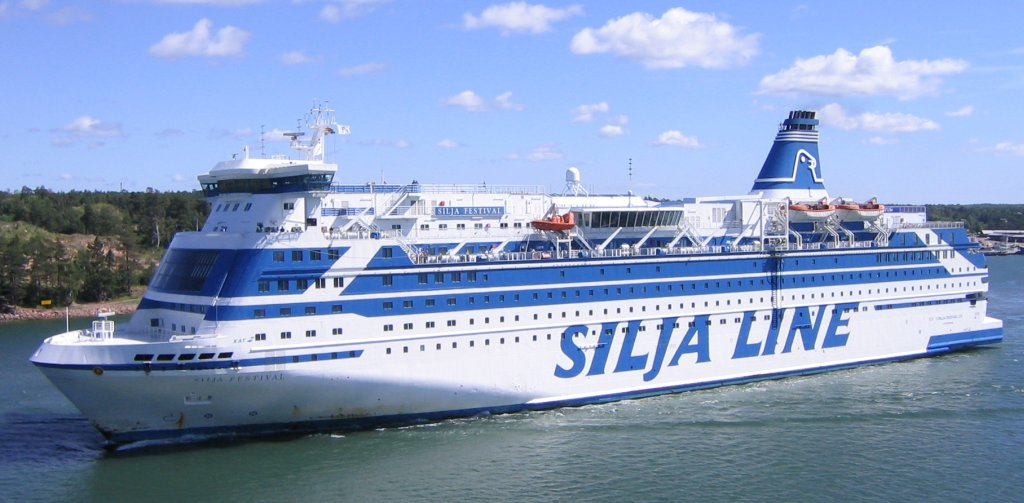
Silja Festival in servizio per Silja Line nel 2006.

Nel 2006 Silja Line venne acquistata dalla compagnia di navigazione estone Tallink; nel 2008 il Silja Festival entrò a far parte della flotta di Tallink, fu ridipinto ma non cambiò nome. Negli anni successivi il traghetto fu noleggiato più volte e utilizzato saltuariamente; il 4 maggio 2015 Tallink annunciò di aver venduto la nave alla compagnia italo-francese Corsica Ferries - Sardinia Ferries, già proprietaria della gemella Mega Smeralda dal 2008. Dopo quasi un mese di viaggio da Kitimat, nella Columbia Britannica, in Canada, dove fungeva da albergo galleggiante per gli operai di un'industria mineraria, il traghetto giunse in Italia il 1 giugno 2015.

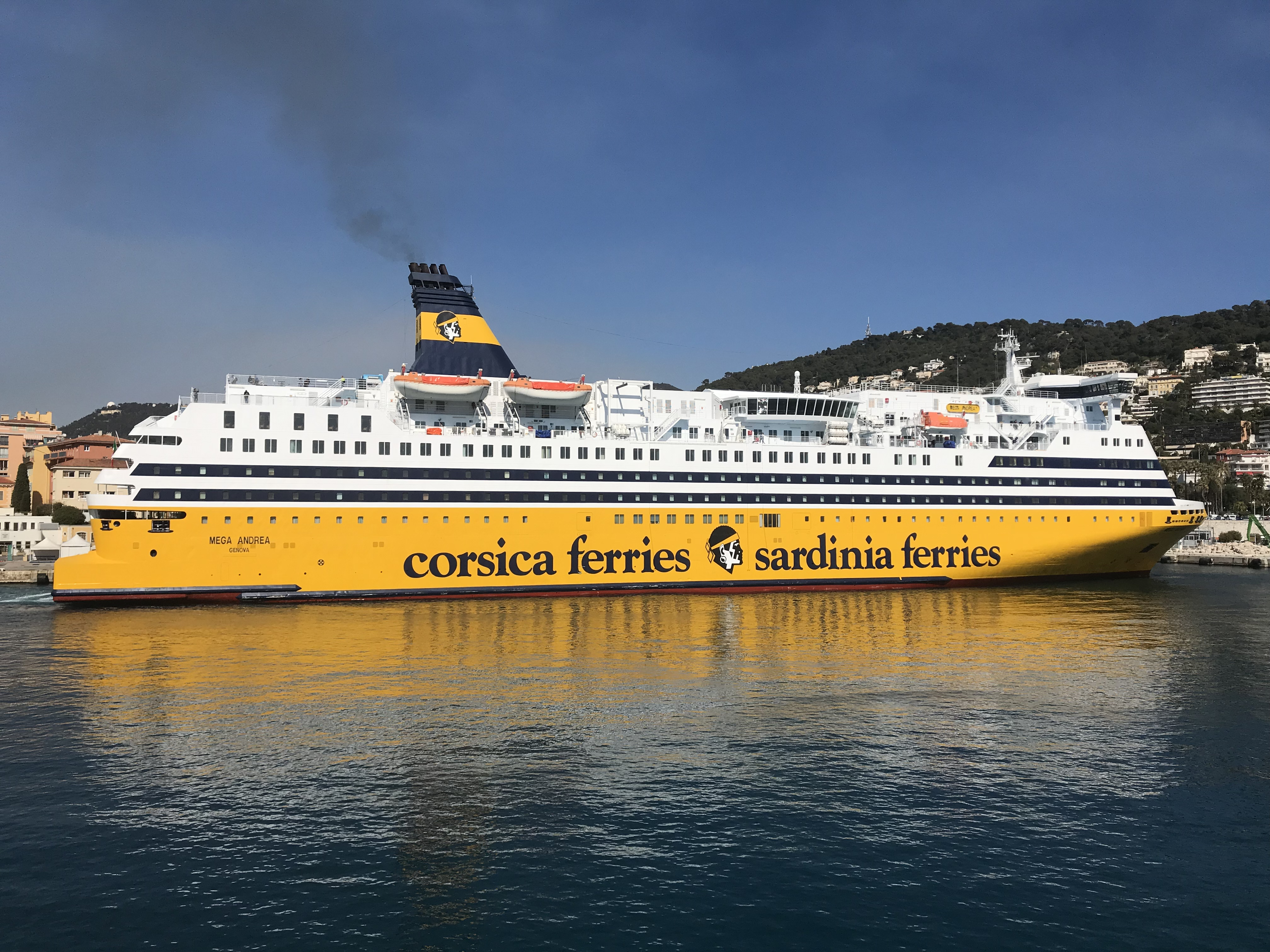
Mega Andrea in servizio per Corsica Ferries - Sardinia Ferries a Nizza.

Il 10 giugno prese bandiera italiana venne rinominata Mega Andreadurante una cerimonia a Genova con i dirigenti della compagnia ed il sindaco. Essendo l'inizio del periodo estivo, la nave, venne solamente riverniciata e leggermente adeguata allo stile della nuova compagnia presso i cantieri navali Navalmare e Jobson di La Spezia.
La sera del 16 luglio 2015 iniziò il servizio per la nuova compagnia sulla rotta Livorno-Golfo Aranci, Una volta a settimana viaggiava anche per la Corsica, dove arrivò per la prima volta il 18 luglio, precisamente a Bastia. Finita la stagione estiva venne mandata presso i cantieri Fincantieri di La Spezia per completare le modifiche previste. Terminati i lavori torna in servizio a marzo 2016 sulle linee per la Corsica dai porti di Savona, Nizza e Tolone. Il 4 maggio 2016 venne ufficialmente presentata al pubblico a Tolone.
Il 31 maggio 2016 inaugura le nuove tratte con scalo intermedio Nizza-Porto Vecchio-Golfo Aranci e Tolone-Porto Vecchio-Porto Torres. Durante la stagione estiva opererà anche tra i porti di Vado Ligure, Nizza, Tolone e quelli corsi.
La nave opera tra i porti di Livorno, Vado Ligure, Golfo Aranci, Porto Torres, Nizza, Tolone, La Seyne-sur-Mer, Ajaccio, Bastia, Porto Vecchio.
Da novembre 2023 al 10 marzo 2024 è stato in disarmo a Genova. Il giorno seguente è tornato in servizio.

## Navi gemelle
- Mega Smeralda